# Volatilitat, incertesa, complexitat i ambigüitat
VICA és un acrònim (en anglès, VUCA: volatiliy, uncertainty, complexity and ambiguity) que es fa servir per descriure o reflectir la volatilitat, incertesa, complexitat i ambigüitat de les condicions i situacions generals. Es va començar a fer servir a la dècada dels 90, i prové de vocabulari militar. S'està fent servir per tractar idees emergents en lideratge estratègic, aplicable a un ampli camp d'organitzacions, des de les empreses fins a les institucions educatives.
El significat de cada element de l'anàlisi VICA serveix per reforçar el seu caràcter estratègic per a prediccions i per a reflexions, i també per estudiar el comportament de grups i d'individus en organitzacions.
- V: volatilitat - la natura i la dinàmica del canvi, i la natura i la velocitat de les forces del canvi i dels catalitzadors del canvi.
- I: Incertesa (anglès: U d'Uncertainty) - La manca de predictibilitat, la possibilitat de sorpresa, i el sentit de consciència i de comprensió dels fets.
- C: Complexitat - La multiplicitat de forces, la confusió de coses, i el caos i confusió que envolten una organització.
- A: Ambigüitat - La vaguetat de la realitat, els potencials errors de lectura, i els significats múltiples de les condicions, a més de la confusió de causes i efectes.

Per a la majoria de les organitzacions contemporànies -ja siguin de negoci, militars, educatives, governamentals o d'altre tipus- VUCA és un codi de pràctica per a la consciència i la preparació. Més enllà de la simple sigla és un conjunt de coneixements que s'ocupa dels models d'aprenentatge per a la preparació, l'anticipació, l'evolució i la intervenció.